# 杜立德
杜立德（1612年—1692年），字純一，號敬脩，南直隸金壇縣（今江蘇省金壇市）人，北直隸寶坻縣（今天津市寶坻區）籍，清初政治人物，官至保和殿大學士兼禮部尚書。谥文端。

## 生平
明崇祯十二年（1639年），杜立德中式己卯科順天鄉試舉人，崇禎十六年（1643年）舉癸未科进士。工部觀政。清明亡仕清，顺治元年（1644年），经顺天巡抚宋权推荐，被授予中书科中书。次年（1645年）考选户科给事中。順治三年（1646年）调兵科任右給事中。順治四年（1647年）又调吏科，任左給事中。順治九年（1652年）任太常寺少卿。
順治十年（1653年）三月，破格提拔为工部右侍郎，同年六月，調職為兵部左侍郎。順治十一年（1654年）四月，調職為吏部右侍郎。同年七月，因父丧丁忧去职。守丧结束，因丁酉江南科場案牽連，降一級，任太仆寺卿。顺治十四年（1657年）四月，諫言「熱審之刑」的減輕。同年六月，擢升刑部右侍郎。八月，轉刑部左侍郎。顺治十六年（1659年），加太子少保衔，不久因事被夺衔。同年擢升刑部尚书。
康熙元年，调户部尚书。考察期满，重新加太子少保头衔。康熙三年（1662年），调任吏部尚书。康熙八年（1667年）四月，官拜国史院大学士。康熙九年（1668年），改任保和殿大学士，兼礼部尚书。康熙十二年（1671年），进太子太傅。
三藩之乱爆发后，杜立德与李霨、冯溥等参预机务。康熙十八年（1679年）乞休，受到慰留。康熙二十一年（1682年）夏再次乞休，康熙帝批准，并赐御制诗及“怡情洛社”篆章，派遣专人护送归里。《太宗实录》修成，进太子太师，获赐银币及鞍马。康熙三十一年（1692年）卒，享年八十一岁。康熙帝闻此消息，谕大学士：“杜立德秉性厚重，行事正大。直言敷奏，不肯苟随同列。可谓贤臣！”赐祭葬，谥文端。《清史稿》有传。

## 評價
在清國史館編的《清代傳記叢刊－漢名臣傳》〈杜立德列傳〉中評價道：「上諭大學士日杜立德在世祖時，居官早著賢聲，禀性厚重，行事正大。非若他人之徒負虛名，聯任用多年老成，恪慎遇事。得其情理從不肯苟隨，同列必直言敷奏，從前在任時陳奏之處頗多，可謂賢臣矣。賜祭葬如典禮。」
總而言之，杜立德在任官時已有良好的名聲，在不合於情理的地方會當仁不讓，且會直言不諱的上奏等種種事蹟，因而被評價為賢臣。

## 延伸阅读
[在维基数据编辑]
 《清史稿·卷250》，出自趙爾巽《清史稿》

## 外部連結
- 杜立德 （页面存档备份，存于） 中研院史語所

| 官衔          | 官衔                                                                             | 官衔          |
| ------------- | -------------------------------------------------------------------------------- | ------------- |
| 前任： 王弘祚 | 戶部漢尚書 順治十八年七月甲寅－康熙三年十一月丁未 （1661年8月1日－1665年1月5日） | 繼任： 王弘祚 |
| 前任： 魏裔介 | 吏部漢尚書 康熙三年十一月丁未－康熙八年四月癸酉 （1665年1月5日－1669年5月10日）  | 繼任： 黃機   |